# ロレンツォ・リッピ
ロレンツォ・リッピ（Lorenzo Lippi、1606年5月3日 - 1665年4月15日）は、イタリアの画家、詩人である。

## 略歴
フィレンツェで生まれた。フィレンツェの画家、マッテオ・ロッセッリ(Matteo Rosselli: 1578-1650)から絵を学んだ。同時期のロッセッリの弟子にはバルダッサーレ・フランチェスキーニ(1611-1690)やフランチェスコ・フリーニ (c.1600-1646) がいた。ロレンツォ・リッピの作品にはロッセッリやサンティ・ディ・ティート(1536-1603)の影響が見られるとされる。
フィレンツェで働き、1939年からフィレンツェで活動したナポリ出身の画家、サルヴァトル・ローザ(1615-1673)とも親しくなり、文学好きのローザとともに文学活動もした。40歳の時、裕福な彫刻家、ジョヴァンニ・スッシーニ(Giovanni Francesco Susini: c.1585-1653)の娘と結婚した。
1647年にインスブルックに移り、オーストリア大公、レオポルト5世の未亡人で、チロル伯領の摂政であったクラウディア・デ・メディチの宮廷画家になった。インスブルックでは多くの優れた肖像画を描き、1649年まで滞在した。この時代にペルローネ・ツィポリ(Perlone Zipoli)というペンネームで風刺的な文学作品「Il Malmantile racquistato」を創作したとされ、これは没後の1676年に出版されてリッピを有名にした。
1665年にリッピは肺炎のためフィレンツェで死去したと伝えられている。
弟子にはバルトロメオ・ビンビ(1648-1729)がいる。

## 作品

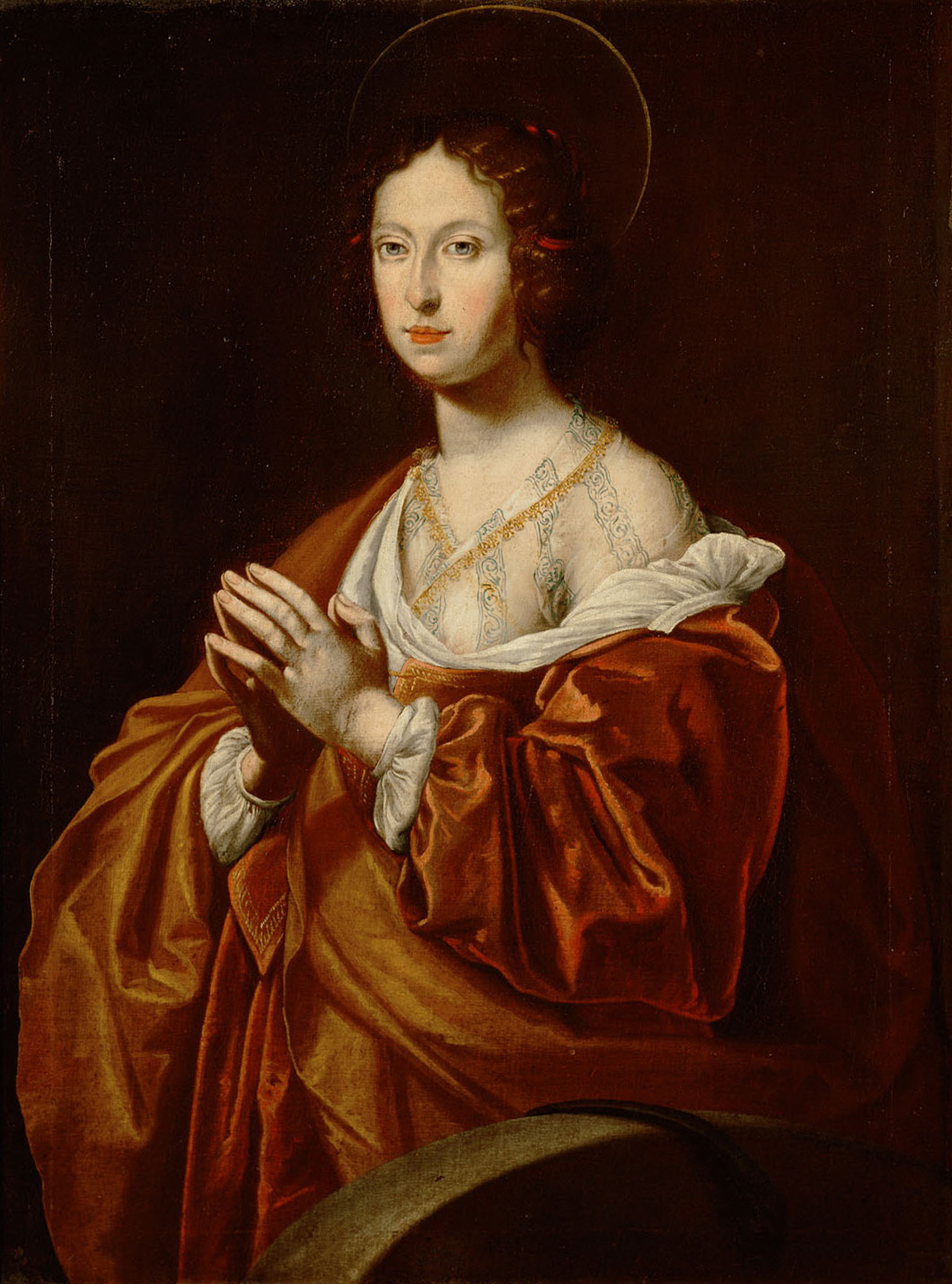
クラウディア・デ・メディチの肖像画 美術史美術館
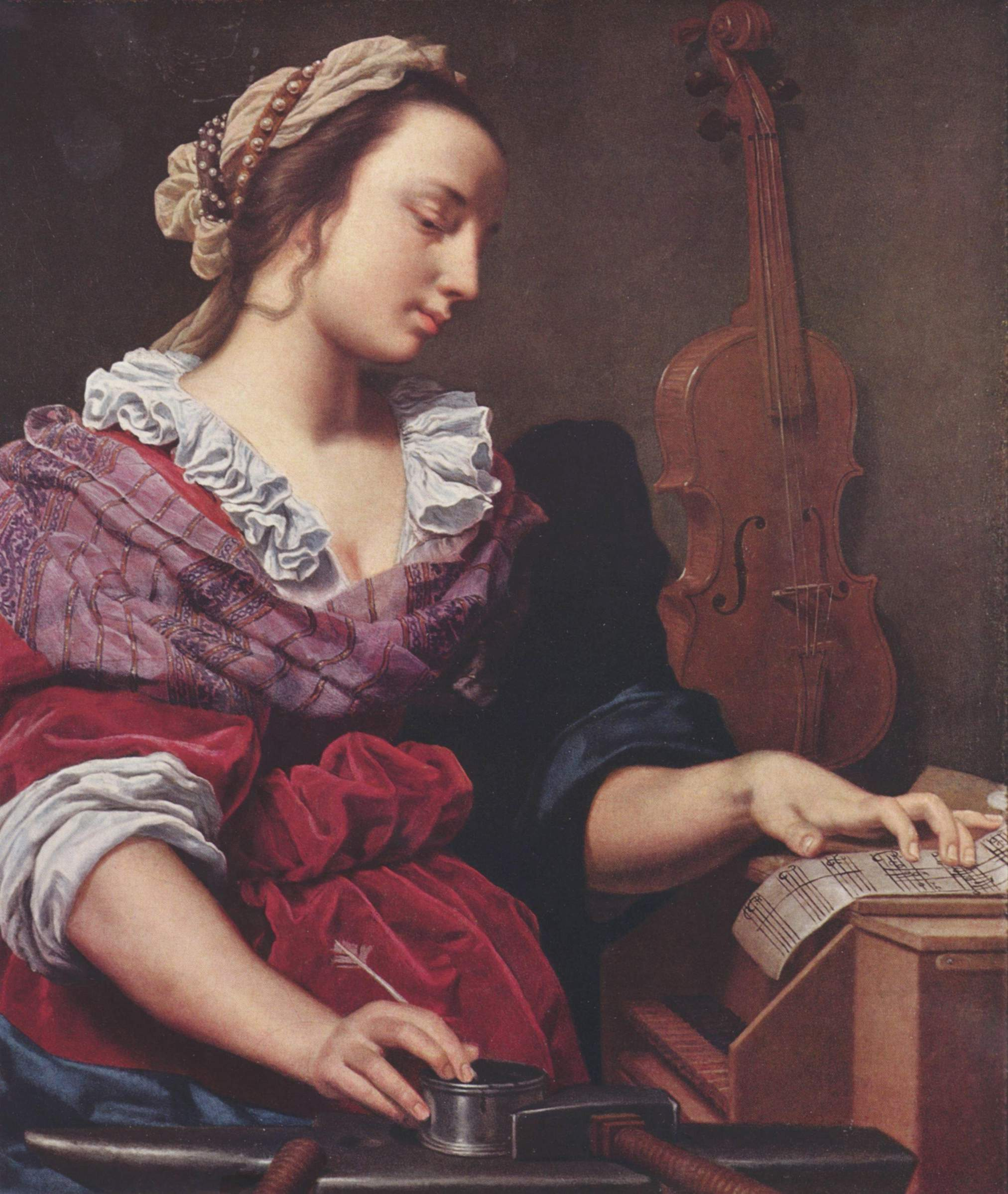
音楽の寓意画
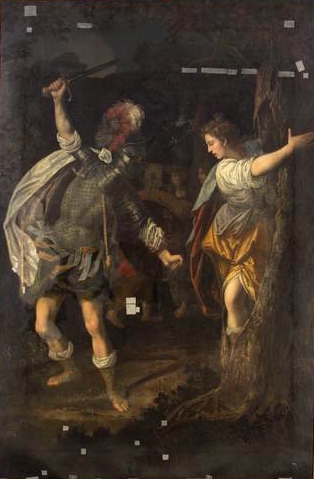
魔法の森のリナルド 美術史美術館
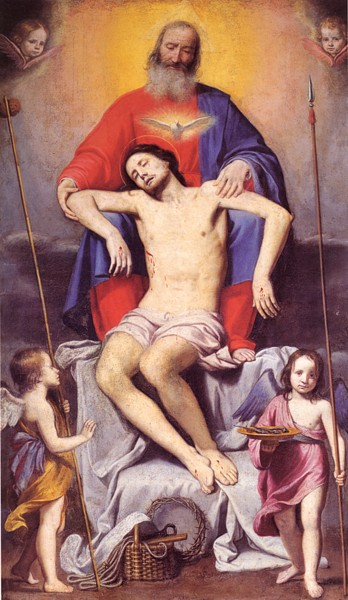
『聖三位一体』(1665)